# Barry Fitzgerald
Barry Fitzgerald (Dublín, 10 de marzo de 1888 - Dublín, 14 de enero de 1961) fue un actor irlandés ganador de un premio Óscar.
William Joseph Shields nació en Dublín y de muy joven se unió a la Abbey Theatre, con la que debutó en el cine en la película de Alfred Hitchcock Juno and the Paycock en 1930. Poco después se fue a Hollywood para actuar bajo las órdenes de John Ford en The Plough And The Stars. Su exitosa carrera se fue acrecentando con la aparición en películas como La fiera de mi niña (1938) (Bringing Up Baby), Hombres intrépidos (1940) (The Long Voyage Home), Qué verde era mi valle (1941) (How Green Was My Valley) o Going My Way (1944). Esta última interpretación le valió una nominación al mejor actor principal y mejor actor secundario en los Óscars de 1944, con lo que es el único actor en la historia que ha sido nominado en dos categorías por la misma interpretación. Ganó la nominación al mejor actor secundario. Murió en su Dublín natal en 1961 de un ataque al corazón.
Fitzgerald tiene dos estrellas en el Paseo de la Fama de Hollywood; en 6220 de Hollywood Boulevard y por su trabajo en la televisión en el 7001 Hollywood Blvd.

## Filmografía

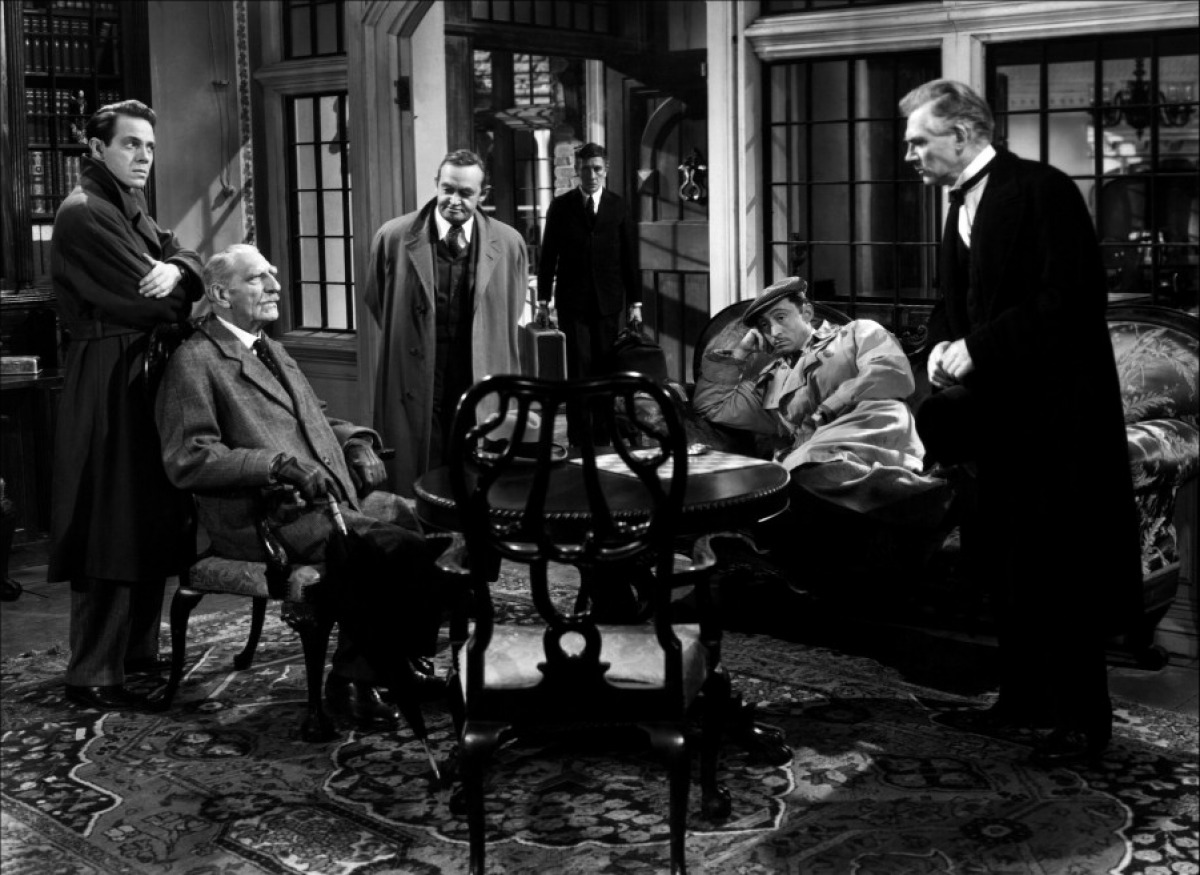
Parte de un fotograma de Diez negritos (1945): Louis Hayward, C. Aubrey Smith, Barry Fitzgerald, Richard Haydn, Mischa Auer y Walter Huston.

- Banquete de bodas (1956) (The Catered Affair), de Richard Brooks.
- Esta es la noche (1954) (Happy Ever After), de Mario Zampi.
- El hombre tranquilo (1952) (The Quiet Man), de John Ford.
- A rienda suelta (1949) (The Story of Seabiscuit), de David Butler.
- La ciudad desnuda (1948) (The naked city), de Jules Dassin.
- Diez negritos (1945) (And Then There Were None), de René Clair.
- California (1947), de John Farrow.
- La rubia de los cabellos de fuego (1945) (Incendiary Blonde), de George Marshall.
- Going My Way (1944), de Leo McCarey.
- Un corazón en peligro (1944) (None But the Lonely Heart), de Clifford Odets.
- Mi encantadora esposa (1943) (The Amazing Mrs. Holliday), de Jean Renoir y Bruce Manning.
- Héroes del mar (1943) (Corvette K-225), de Richard Rosson y Howard Hawks.
- Qué verde era mi valle (1941) (How Green Was My Valley), de John Ford.
- El tesoro de Tarzán (1941) (Tarzan's Secret Treasure), de Richard Thorpe.
- Hombres intrépidos (1940) (The Long Voyage Home), de John Ford.
- El lobo de mar (1941) (The Sea Wolf), de Michael Curtiz.
- La fiera de mi niña (1938) ( Bringing Up Baby), de Howard Hawks.
- Cuatro hombres y una plegaria (1938) ( Four Men and a Prayer), de John Ford.
- La Escuadrilla del amanecer (1938) (The Dawn Patrol), de Howard Hawks.
- María Antonieta (1938) (Marie Antoinette), de W. S. Van Dyke.
- The Plough and the Stars (1936), de John Ford.
- Juno and the Paycock (1930) (Juno and the Paycock), de Alfred Hitchcock.

## Premios y distinciones
Premios Óscar
| Año  | Categoría              | Película            | Resultado |
| ---- | ---------------------- | ------------------- | --------- |
| 1945 | Mejor actor            | Siguiendo mi camino | Nominado  |
| 1945 | Mejor actor de reparto | Siguiendo mi camino | Ganador   |